# Gudín (Ginzo de Limia)
Gudín (llamada oficialmente San Miguel de Gudín) es una parroquia y un lugar del municipio español de Ginzo de Limia, en la provincia de Orense, Galicia.

## Historia
Hasta la década de 1920, la parroquia perteneció al municipio de Moreiras, que se incorporó al de Ginzo de Limia.

## Organización territorial
La parroquia está formada por una entidad de población:
- Gudín

## Demografía
Gráfica demográfica del lugar y parroquia de Gudín según el INE español:
| Gráfica de evolución demográfica de Gudín entre 2000 y 2022 |
|                                                             |
| Datos según el nomenclátor publicado por el INE.            |